# ISAAR(CPF)
ISAAR(CPF) (für International Standard Archival Authority Record for Corporate Bodies, Persons, and Families) ist ein vom Internationalen Archivrat verabschiedeter Standard für Normdateien im Archivbereich.
Eine erste Ausgabe wurde in den Jahren 1993–1995 entwickelt und 1996 publiziert. Die zweite, aktuelle Ausgabe von 2004 enthält einen Anhang zur Verbindung von Autoritätseinträgen nach ISAAR(CPF) und archivischer Verzeichnung nach ISAD(G).
Gestützt auf diesen Standard können Aktenbildner beschrieben werden. Damit wird die Forderung erfüllt, Herkunft (Provenienzprinzip), Kontext und Gebrauch archivischer Unterlagen zu dokumentieren. Einer solchen Autorität können mehrere Archivbestände zugeordnet und so miteinander verbunden (verlinkt) werden.

## Versionen
- 1993–1995 Erarbeitung der ersten Fassung durch die Ad Hoc Commission on Descriptive Standards,
- 1996 erste Fassung,
- 2000–2004 Überarbeitung der ISAAR(CPF) und geplante Veröffentlichung der zweiten, überarbeiteten Fassung auf dem Archivtag in Wien August 2004.

## Sinn und Zweck
Die vom ICA ausgehende Entstehung ist die Reaktion auf die Notwendigkeit der Schaffung eines Standards, der die Verbindung zwischen Urhebern und Unterlagen schafft. Wie die ISAD(G) ist er international anwendbar und damit sowohl Grundlage der Weiterentwicklung wie der Schaffung nationalen Standards in diesem Bereich.
Durch den Standard wird die Möglichkeit geschaffen, Kontext und Inhalt von Archivgut getrennt zu verwalten. Der Bedeutung kontextueller Informationen zu den Unterlagen wird damit Rechnung getragen und damit dem Teil der archivarischen Fachkompetenz, der aufgrund des Gegenstandes den „kleinen“ Unterschied zu anderen Informationsanbietern ausmacht.
“The further development of contextual information as an integral component of archival description and retrieval requires a data structure standard and format specific to this type of information that will enable archivists to record it consistently within and across repositories.”
Die Veröffentlichung der ISAAR(CPF) dient dem
- Verständnis der Bedeutung des Zusammenhanges zwischen Inhalt und Herkunft der Unterlagen eines Urhebers/Aktenbildners,
- Zugriff auf die gesamte Überlieferung eines Urhebers/Aktenbildners, auch wenn sich die einzelnen Einheiten weder logisch noch physisch als eine Einheit präsentieren,
- Austausch von Informationen zu den Einheiten eines Urhebers zwischen Institutionen, Systemen und/oder Netzwerken.

Die Anwendung der ISAAR(CPF) ermöglicht die Verwaltung und Recherche von Informationen über eine Körperschaft, Person oder Familie durch ihre Beschreibung als eine Einheit in einem System. Mit der separaten Verwaltung der Informationen zu den Unterlagen eines Urhebers/Aktenbildners und zu den Informationen über diesen selbst, kann eine zeitlich unabhängige Erfassung gewährleistet werden. Zudem erfolgt die Datenerfassung einmalig unabhängig von Ort und Zeit.
Damit gelingt es
- die Entwicklung von Körperschaften, Personen und Familien nachzuvollziehen,
- die selbst gebildeten Unterlagen eines Urhebers/Aktenbildners und andere Quellen über ihn oder von ihm zu dokumentieren,
- gewünschte access points (Suchkriterien) zu definieren,
- vorhandene Beziehungen der Urheber/Aktenbildner untereinander herzustellen.

Mit der Schaffung der Möglichkeit, Kontextinformationen in einem System einheitlich zu erschließen und zu verwalten, eröffnet sich auch hier die Perspektive, eines globalen benutzerorientierten Dienstleistungsangebotes von Archiven, das unabhängig von Ort und Zeit Zugang zu einheitlich strukturierten Informationen schafft und damit eine gezielte übergreifende Recherche ermöglicht.

## Quelle
- Bärbel Förster: General International Standard Archival Description 2000. Eine „neue“ allgemeine internationale archivische Verzeichnungsnorm? In: Arbido. Nr. 5/2004, S. 46 f. PDF